# Filippo Bentivoglio

Stemma Bentivoglio

Filippo Bentivoglio (... – 1723) è stato un nobile italiano, conte di Malalbergo e marchese di Castel Vecchio.

## Biografia
Era figlio di Ulisse e di Pannina Malvezzi. 
Gentiluomo di camera del granduca di Toscana Cosimo III de' Medici, si invaghì della nobile lucchese Maria Maddalena Trenta, che promise di sposare ma si ritirò dalle nozze in vista di un più vantaggioso matrimonio con Camilla Caprara, figlia del conte Carlo che sposò il 1688. In occasione di una visita a Lucca, nel 1691 del principe di Danimarca Federico IV di Danimarca, futuro Re di Danimarca e di Norvegia,  ospite a Lucca a palazzo Pfanner, egli ballò, tra le altre con Maddalena Trenta, fatto che colpì i romanzieri, sempre interessati a vicende rosa. Ma le cronache del tempo specificarono di dibattiti accesi tra la Trenta e il principe danese, a causa della diversa appartenenza alla confessione cattolica per la prima e protestante per il secondo. Da parte sua, dopo matura riflessione, Maddalena Trenta, nel 1693 entrò nel monastero di Santa Maria Maddalena dei Pazzi delle Carmelitane a Firenze, dove condusse vita impegnata, stimata dalle consorelle e dalle novizie, di cui fu per molti anni maestra.
Nel 1699, il Bentivoglio ospitò nel grande palazzo di famiglia a Bologna Maria Casimira Luisa de la Grange d'Arquien, vedova del re di Polonia Giovanni III Sobieski, che non riuscì a fare eleggere il primogenito Giacomo Luigi Sobieski al trono polacco e si ritirò a Roma con i figli. Qui si trasferì anche Filippo, che corteggiò la vedova regina, ma si scontrò col figlio di lei Costantino Ladislao per le strade della città. Fu testimone di un duello tra gentiluomini e per questo venne scomunicato e condannato. Trovò rifugio a Venezia.
Nel 1709 il re di Danimarca tornò a Firenze e volle fare visita a Maria Maddalena nel monastero di rigida clausura. Chiese inoltre al sovrano richiesta di grazia per Filippo, condannato a morte ed esule. Intercedette presso papa Clemente XI ottenendo per il Bentivoglio il ritorno in patria. Nel 1720 venne eletto confaloniere di giustizia e morì nel 1723.

## Discendenza
Filippo sposò nel 1688 Camilla Caprara, dama di compagnia di Maria Casimira Luisa de la Grange d'Arquien, ed ebbero due figlie:
- Porzia, sposò Marcantonio Caleppio
- Laura, letterata, sposò Francesco Davia